# Thủy điện Sambor
Thủy điện Sambor là dự án thủy điện đề xuất xây dựng trên dòng sông Mêkông ở vùng đất phía nam làng Sambor huyện Sambour tỉnh Kratié, đông bắc Campuchia . Đó là địa điểm của ghềnh Sambor nổi tiếng, cản trở giao thông đường thủy đầu tiên khi đi ngược dòng sông Mêkông.
Thủy điện Sambor có công suất lắp máy dự kiến 2.600 MW với 40 tổ máy. Nếu được xây dựng, nó sẽ là đập thấp nhất trên dòng chính sông Mêkông, và là công trình lớn nhất ở Campuchia.
Chính phủ Campuchia coi đập là nguồn thu nhập quan trọng, và nếu xây đập thì dự kiến sẽ bán 70% điện năng phát điện cho Việt Nam và 10% cho Thái Lan. Sự cân bằng sẽ được hướng tới các thị trường năng lượng trong nước. Việc xây dựng đập bị chống lại bởi một số tổ chức phi chính phủ và các nhóm xã hội dân sự .
Tháng 3 năm 2020 do những lo ngại về sinh thái, chính phủ Campuchia đã tạm dừng tất cả các dự án thủy điện trên sông Mê Kông cho đến năm 2030, gồm có dự án đập Sambor và đập Stung Treng.

## Nguy cơ
Chuyên gia độc lập về sinh thái Mê Kông, Nguyễn Hữu Thiện, cho biết, điều đáng lo ngại nhất là vỡ đập dây chuyền. Đập Sambor gánh chịu rủi ro của tất cả các đập phía trên, bất cứ đập nào phía trên vỡ đều cuối cùng ảnh hưởng đến Sambor. Sambor theo phương án ban đầu có chiều ngang 18 km, cao 56 m, có diện tích hồ chứa 620 km², tích trữ nước ở cao trình 40 m trên mực nước biển, trong khi cao trình của đồng bằng sông Cửu long (ĐBSCL) là chỉ khoảng 1 mét trên mực nước biển. Nếu phía trên có đập vỡ lùa nước xuống vỡ dây chuyền thì Sambor sẽ vỡ và khi đó ĐBSCL sẽ bị dìm trong nước.